# Manuel Veiga
Pour les articles homonymes, voir Veiga.
Manuel Monteiro da Veiga, né le 27 mars 1948, est un linguiste et écrivain cap-verdien. C'est un spécialiste du créole du Cap-Vert et de la culture cap-verdienne. Il fut ministre de la Culture de 2004 à 2011.

## Biographie
En 1998 il soutient à l'université Aix-Marseille I, sous la direction de Robert Chaudenson, une thèse de doctorat intitulée Le créole du Cap-Vert : étude grammaticale descriptive et constrastive.

## Distinctions
- Médaille de l'Ordre du Mérite (2000)

## Sélection de publications
- Diskrison strutural di lingua kabuverdianu (1982)
- Oĵu d'agu, roman en créole (1987)
- A sementeira, essais (1994)
- 0 crioulo de Cabo Verde : introduçao à gramatica (1995)
- Diario das Ilhas, roman historique (1995)
- Insularité et littérature aux îles du Cap-Vert, sous la direction de Manuel Veiga, traduction du portugais par Elisa Silva Andrade (1997)
- Le créole du Cap-Vert : étude grammaticale descriptive et contrastive, publication de sa thèse (2000)
- A construção do bilinguismo (2004)
- O Caboverdiano em 45 lições : estudo sociolinguístico e gramatical (2002)
- Dicionário Caboverdiano-Português (2011)